# São Miguel derrota Satanás (Rafael)
São Miguel derrota Satanás ou O Grande São Miguel é uma pintura do artista italiano da Alta Renascença Rafael. 
É uma versão madura e em grande escala do assunto que ele havia tratado anteriormente na miniatura da juventude chamada São Miguel e o Dragão. Ambas as obras estão localizadas no Louvre, em Paris. 

## História
Rafael visitou pela primeira vez o assunto do arcanjo Miguel a pedido de Guidobaldo da Montefeltro, duque de Urbino. A miniatura foi concluída em 1504 ou 1505 na parte de trás de um tabuleiro de jogo, possivelmente encomendada para expressar gratidão a Luís XII da França por conferir a Ordem de São Miguel a Francesco Maria I della Rovere, sobrinho e herdeiro de Urbino. Pouco mais de uma década depois de completar o pequeno São Miguel, Rafael foi contratado para revisitar o tema, produzindo São Miguel derrota Satanás para o Papa Leão X.
O contemporâneo de Rafael, Sebastiano de Veneza, escreveu a Michelangelo em julho do ano em que a pintura foi concluída para reclamar da coloração da obra, sugerindo que a figura parecia esfumaçada ou feita de ferro por causa do contraste exagerado entre os dois lados. Talvez tenha sido essa a mão de Giulio Romano, que provavelmente ajudou muito no trabalho e, segundo o historiador de arte Eugène Müntz, abusou do preto de maneira pesada para "obter um efeito mais poderoso". Para lidar com as questões de coloração, a pintura foi restaurada em 1537-1540 por Francesco Primaticcio. Após mais uma restauração em 1685, foi transferida da madeira original para a tela em 1753.